# Кокс, Палмер
Палмер Кокс (англ. Palmer Cox, 28 апреля 1840 — 24 июля 1924) — канадский художник-иллюстратор, писатель и поэт. Известен своими юмористическими стихами и комиксами о вредных, но мягкосердечных сказочных существах — брауни (Brownies, обычно переводится как «домовые»), самая известная книга о них — The Brownies, Their Book (1887). Популярность произведений Кокса была такова, что одна из первых переносных фотокамер фирмы Кодак была названа в честь персонажей Кокса — «Брауни».

## Биография
Родился в Гранби, провинция Квебек, в семье Майкла Кокса и Сары (урождённой Миллер), трудовую жизнь начал как плотник и мастер по изготовлению деревянных деталей для финишной отделки железнодорожных вагонов, позже вместе с братом строил амбары. С 1863 до 1875 года жил в Сан-Франциско. С 1874 года Кокс начал публиковать иллюстрированные истории в журналах Golden Era и Alta California. С 1875 года жил в Нью-Йорке и регулярно публиковал редакционные карикатуры в United States Tobacco Journal Оскара Хаммерстайна.
Самая ранняя публикация Кокса о брауни датируется 1879 годом, но окончательный вид эти персонажи приобрели только в феврале 1881 года в журнале Wide Awake. В 1883 году истории о брауни появились в журнале St. Nicholas Magazine, их популярность стала расти, благодаря чему эти истории были опубликованы в the Ladies' Home Journal.
«Брауни» Кокса были маленькими существами мужского пола, которые совместно вытворяли различные проделки. Всего в книгах Кокса выведено около сорока брауни, у каждого из которых был свой индивидуальный облик: например, Чолли Бутонниер носил цилиндр и монокль, другой брауни был одет, как классический китайский крестьянин, ещё один представал перед читателями как вождь индейского племени в боевом облачении. Среди брауни был даже один «русский», экс-нигилист профессор Катчакофф, а также персонаж по имени Незнайка. Текст Кокса к иллюстрациям был очень «сырым», Кокс не индивидуализировал речь отдельных персонажей, за исключением «этнических», говорящих на стереотипном диалекте.
Кокс умер в Канаде, в своем доме, который назвал «замок Брауни» (англ. Brownie Castle), 24 июля 1924 года. На надгробной плите Кокса нанесено изображение брауни и изречение: «Создав брауни, он оставил бесценное наследство детям».

## Творчество П. Кокса в России
Популярные на Западе рисунки-комиксы Палмера Кокса увидели издатели из Петербурга (Товарищество М. О. Вольфа). В 1887 году в иллюстрированном журнале для детей «Задушевное слово» был напечатан текст Анны Хвольсон под названием «Мальчик с пальчик, девочка с ноготок» и с рисунками П. Кокса. Одним из героев сказки был персонаж с придуманным Анной Хвольсон именем — Мурзилка. Она придумала героям П. Кокса новые имена и сочинила истории о приключениях этих героев — эльфов-малюток.
В 1889 году издательство «Товарищество М. О. Вольф», которое было заказчиком адаптаций текстов Пальмера Кокса для русского читателя, отдельной книгой издало книгу «Царство малюток. Приключения Мурзилки и лесных человечков в 27 рассказах А. Хвольсон с 182 рисунками Кокса». Книга переиздавалась в 1898, 1902 и 1915 годах. В начале 1990-х рядом издательств были выпущены репринтные издания дореволюционных книг Анны Хвольсон с рисунками П. Кокса, в частности, «Царство малюток. Приключения Мурзилки и лесных человечков». Некоторые издания повторяли дореволюционную орфографию и авторские рисунки Кокса, некоторые были снабжены рисунками современных иллюстраторов и текстом, переведённым в современную орфографию.
Издательство «Товарищества М. О. Вольфъ» в Санкт-Петербурге в 1913 году издало книгу «Дневник Мурзилки», которая содержала две части (повести): собственно «Дневник Мурзилки» и «Новый дневник Мурзилки». В книге были использованы рисунки П. Кокса. Авторство повестей указано не было. Имена персонажей взяты из повести Анны Хвольсон «Царство малюток: Приключения Мурзилки и лесных человечков». В 1927 году в Одессе тиражом 5000 экземпляров была издана книга «Новый дневник Мурзилки. Кругосветное путешествие лилипутиков», где также были использованы рисунки П. Кокса; издателем и автором текста к книге был указан Л. Евгеньев. В 1929 году напечатан дополнительный тираж. В книге имеется глава «В Москве», в которой герои осматривают мавзолей Ленина и детский дом с ленинским уголком.

## Библиография

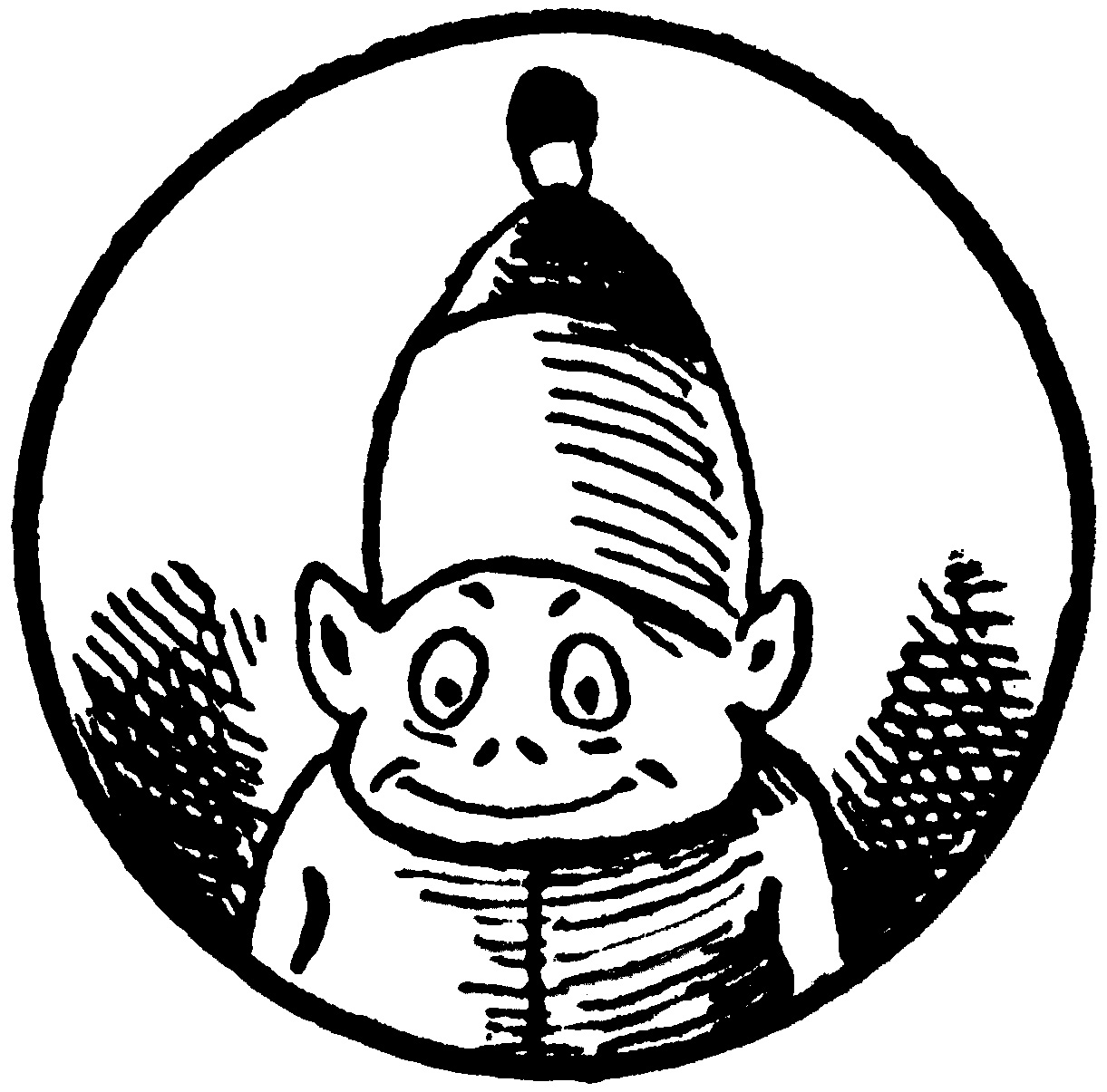
Один из брауни

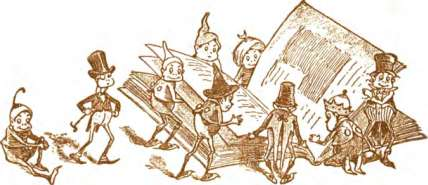
Брауни, читающие книгу